# مایلور، استرالیای جنوبی
مایلور (به انگلیسی: Mylor) یک شهرک در استرالیا است که در استرالیای جنوبی واقع شده‌است.